# Aleksy (Szepielew)
Aleksy Gołosiejewski (ros. Алексий Голосеевский), imię świeckie Władimir Iwanowicz Szepielew, Владимир Иванович Шепелев; ur. 2 kwietnia?/14 kwietnia 1840 w Kijowie, zm. 26 lutego?/11 marca 1917 tamże) – święty mnich prawosławny, czczony przez Ukraińską Cerkiew Prawosławną Patriarchatu Moskiewskiego. Jako dziecko oddany został do Ławry Pieczerskiej, gdzie przyjął stan duchowny. Przez ostatnie dwadzieścia lat życia mieszkał w Pustelni Gołosiejewskiej w Kijowie w charakterze spowiednika i duchownego. Cerkiew prawosławna przypisuje Aleksemu dary proroctwa, modlitwy i spowiadania.

## Dzieciństwo
Św. Aleksy (Szepielew) urodził się 14 kwietnia 1840 roku w Kijowie w rodzinie szlacheckiej. Jego ojciec, Joann Szepielew, służył w arsenale kijowskim jako kapitan. Matka, Maria Szepielewa, 7 sierpnia 1832 roku uczestniczyła w otwarciu relikwii św. Mitrofana z Woroneża. Została przedstawiona władyce Antoniemu, który miał skierować do niej następujące słowa:

Urodzisz syna kalekę, lecz nie rozpaczaj z tego powodu: zostanie on sługą Bożym.

Siedem lat później Maria Szepielewa urodziła chłopca, nazwanego Władimirem, który okazał się być niemym. Ojciec przyszłego świętego zmarł, kiedy Władimir miał trzy lata. Wychowaniem dziecka zajęła się matka, która starała się wpoić synowi prawdy chrześcijańskie, uczyła go miłości do bliźniego. W tym celu odwiedzała z nim więzienia, gdzie rozdawała jałmużnę. Wraz z matką chłopiec bywał w Monaster Pustelni Kitajewskiej Ławry Pieczerskiej, w której mieszkał wówczas jurodiwyj hieromnich Teofil. Ze słów, które Teofil kierował do Władimira, wynikało, że chłopiec zostanie mnichem. Zgodnie z panującym w Rosji zwyczajem, dzieci rodzin wojskowych miały kształcić się w szkołach wojskowych i robić karierę oficerską. Wiosną 1852 roku Maria Szepielewa dostała list z Petersburga. Polecono jej przywieźć syna do stolicy, gdzie miał pobierać nauki w korpusie kadetów. Za radą metropolity kijowskiego Filareta, Maria Szepielewa odpisała do Petersburga, że z powodu niemoty syna nie może go oddać do wojska.
W 1853 roku Maria Szepielewa została zaproszona z synem do udziału w wieczerni z okazji święta Paschy do domowej cerkwi metropolity Filareta. Po odprawieniu liturgii nastąpił obrzęd całowania krzyża na pastorale trzymanym przez władykę. Gdy nadeszła kolej Władimira Szepielewa, Filaret trzykrotnie zwrócił się do chłopca ze słowami Chrystus zmartwychwstał!, na co on po raz pierwszy w życiu przemówił: Prawdziwie zmartwychwstał!. Po cudownym uzdrowieniu metropolita Filaret zaproponował Marii Szepielewej, że weźmie jej syna do Ławry Pieczerskiej, gdzie będzie usługiwał władyce.  2 lipca 1853 roku trzynastoletni chłopiec przybył do  ławry. Cztery dni po opuszczeniu przezeń domu zmarła Maria Szepielewa. Odpowiedzialność za wykształcenie chłopca przyjął na siebie metropolita. Zapewnił mu lekcje u profesorów Kijowskiej Akademii Duchownej oraz Uniwersytetu Kijowskiego. Kształcenie Szepielewa odbywało się w zakresie literatury rosyjskiej, historii Cerkwi i Rosji, Pisma Świętego, medycyny oraz prawdopodobnie łaciny. Sam władyka zajmował się moralnym i etycznym wychowaniem chłopca. Na przykład, w wielkie święta prawosławne Filaret polecał Szepielewowi rozdawać jałmużnę biednym mieszkańcom Kijowa. Modlitw Szepielew uczył się od starca Parteniusza.
Zimę młodzieniec spędzał w ławrze. Latem z władyką Filaretem i Parteniuszem udawał się do Pustelni Gołosiejewskiej (ros. Голосеевская Пустынь). W 1855 roku zmarł Parteniusz, zaś podpadający na zdrowiu metropolita zaproponował Szepielewowi złożyć prośbę do Soboru Duchownego Ławry Pieczerskiej o przyjęcie go w poczet posłuszników. 25 lutego (6 marca) 1856 roku Sobór pozytywnie rozpatrzył podanie Szepielewa, który w wieku siedemnastu lat wstąpił do nowicjatu i został skierowany do pracy w typografii. Riasę wraz z błogosławieństwem Szepielew otrzymał z rąk swojego wychowawcy, Filareta (zmarł rok później). Po wstąpieniu do monasteru przyszły święty opuścił dom władyki i zamieszkał w celi w ławrze.

## Pobyt w Ławrze Pieczerskiej

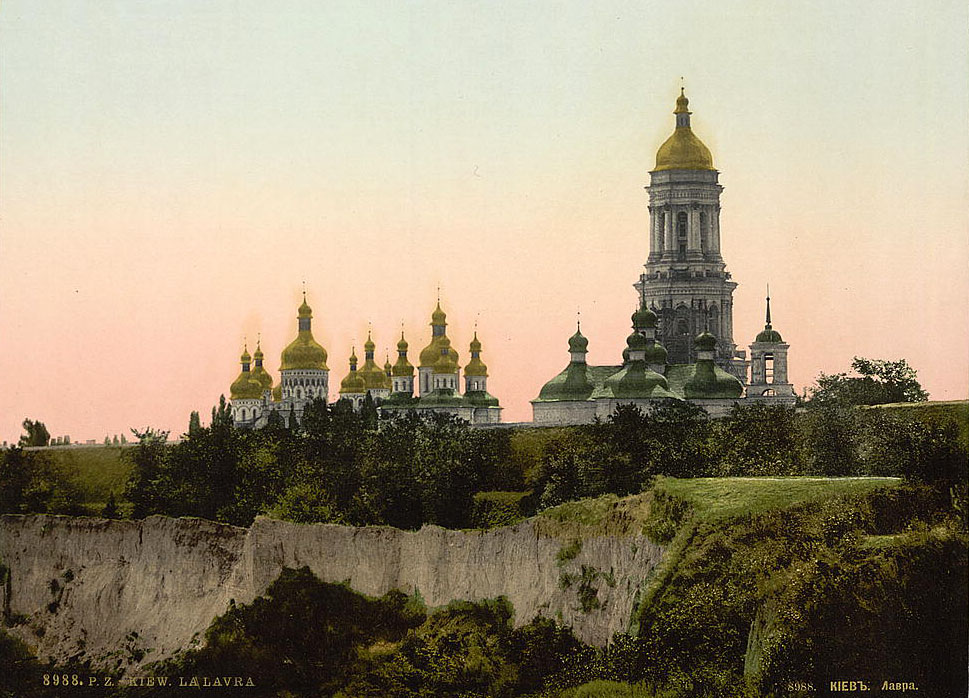
Ławra Pieczerska

15 kwietnia 1857 roku Szepielew został przyjęty przez Sobór Duchowny do grona stałych posłuszników (nowicjuszy) Ławry Pieczerskiej. Pozostawiono go przy pracy w typografii. W okresie nowicjatu rodzina Szepielewa namawiała go do porzucenia stanu duchownego i zawarcia małżeństwa. Dopiero po interwencji archimandryty Warłaama krewni odstąpili od swego pomysłu. Przed złożeniem ślubów wieczystych Szepielew odbył pielgrzymkę do grobu św. Mitrofana w Woroneżu. Odwiedził również miejsce pochówku metropolity Antoniego z Woroneża, nad którym odprawił panichidę. W 1872 roku Szepielew miał zostać mnichem. Namiestnik Ławry Pieczerskiej, archimandryta Warłaam, wybrał mu imię Filaret (na cześć wychowawcy Szepielewa), jednak w dniu postrzyżyn Szepielewa, 13 kwietnia 1872 roku (Wielki Czwartek), podczas uroczystości zmienił je na Aleksy. 12 września 1872 roku o. Aleksy został przeniesiony do Pierwszego Szpitalnego Monasteru Nikołajewskiego.
Monaster szpitalny podlegał bezpośrednio Soborowi Duchownemu Ławry Pieczerskiej. Aleksy miał pełnić w nim funkcję pisarza (записчик). 23 listopada 1973 roku Aleksy został mianowany hierodiakonem. 23 grudnia 1874 roku Szepielew został zakrystianinem (ризничий). Pobyt Aleksego w Monasterze Nikołajewskim upamiętnia srebrny kielich z napisem: Świętej pamięci hierodiakona Aleksego (Szepielewa), podarowany za życia przez Szepielewa cerkwi przy Monasterze Nikołajewskim. 6 grudnia 1875 roku Aleksy został wyświęcony przez metropolitę Arseniusza na hieromnicha. 20 sierpnia 1879 roku Szepielewa przeniesiono z Monasteru Nikołajewskiego do Bliskich Pieczar Ławry Pieczerskiej. Jego praca polegała na pilnowaniu porządku przy relikwiarzach ze szczątkami świętych oraz opiekowaniu się pielgrzymami. W Bliskich Pieczarach Ławry Pieczerskiej Aleksy spędził ponad sześć lat. Za swoją pracę został odznaczony przez Święty Synod krzyżem.  7 października 1885 roku Szepielewa skierowano na stanowisko zakrystiana w Wielkiej Cerkwi (świątyni katedralnej Zaśnięcia Bogurodzicy) Ławry Kijowskiej. Podczas posługi w Wielkiej Cerkwi miał miejsce incydent, który stał się przyczyną zwolnienia Aleksego z obowiązków zakrystianina i przeniesienie go do innego monasteru kijowskiego. Szepielew został oskarżony przez siostry Stiepanowe o przywłaszczenie pięciu tysięcy rubli, które miał dla nich przechować. Siostry podały skargę do archimandryty Juwenaliusza, namiestnika Ławry, następnie do metropolity Platona. Ponieważ nie doczekały się odpowiedzi, napisały kilka prywatnych listów do eklezjarchy Ławry, archimandryty Walentego, niechętnego Aleksemu. 21 września 1887 roku Sobór Duchowny Ławry zwolnił Szepielewa ze stanowiska zakrystiana Wielkiej Cerkwi. Jednak oskarżenia sióstr Stiepanowych nie ustały, dlatego 30 kwietnia 1891 roku Aleksy został przeniesiony do pustelni Spaso-Prieobrażeńskiej (na południe od Kijowa). Wspominając swój pobyt w tym klasztorze, nadmieniał, że w tym miejscu zawsze pamiętał o śmierci.

## Pustelnia Gołosiejewska

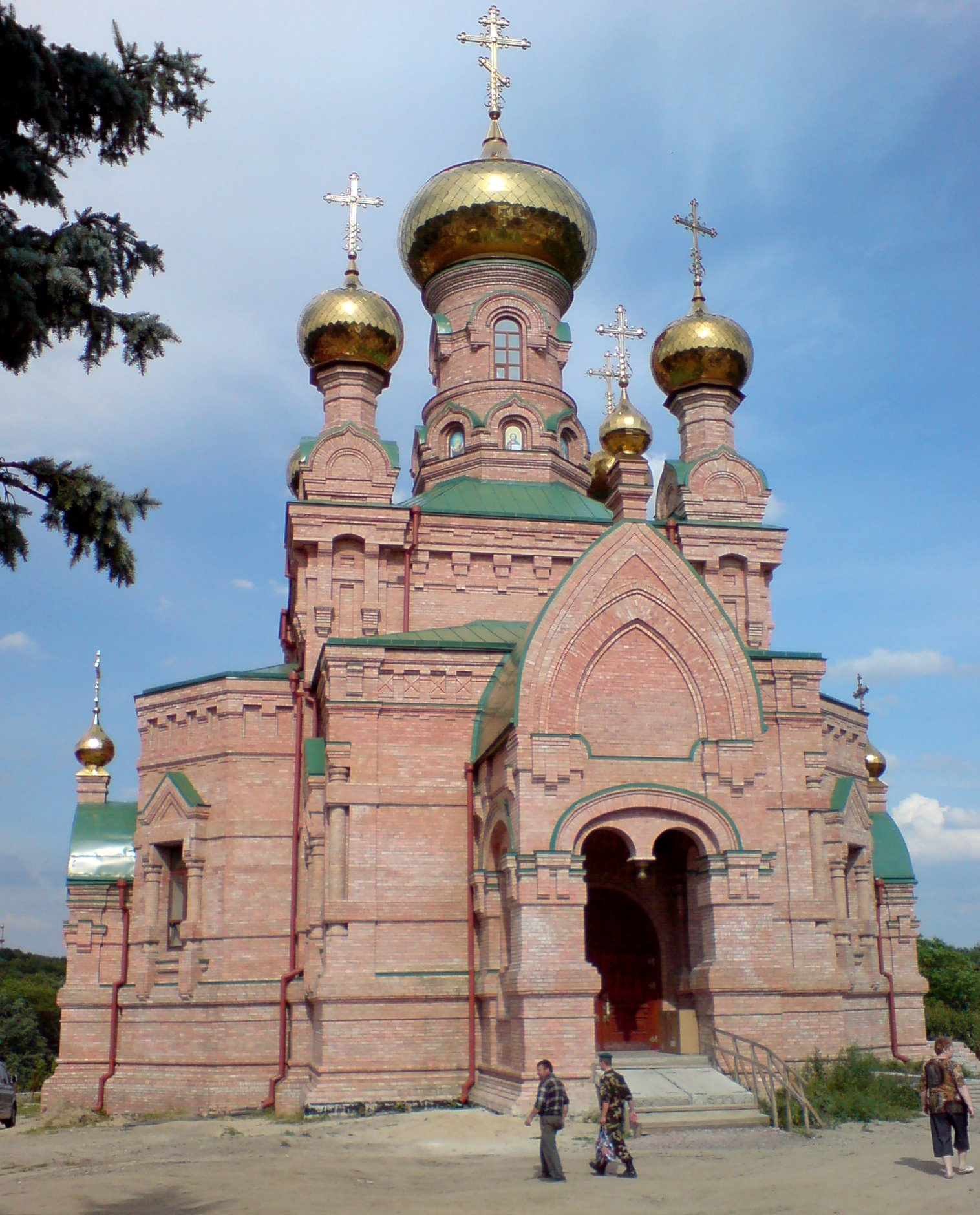
Odbudowana w latach dziewięćdziesiątych Pustelnia Gołosiejewska

W Pustelni Gołosiejewskiej Aleksy spędził 21 lat. Sprawował nadzór nad zakrystią, odprawiał liturgie i pełnił funkcję duchownego i spowiednika przebywających w monasterze mnichów. Przyjmował również pielgrzymów. W 1896 roku towarzyszył władyce kijowskiemu Joannicjuszowi (Rudniewowi, 1891-1900) w uroczystości otwarcia relikwiarza ze szczątkami św. Teodozjusza Pieczerskiego. Miał wówczas za zadanie zmienić szaty na zachowanym ciele świętego.
W okresie swojego pobytu w Pustelni Aleksy był spowiednikiem dwóch metropolitów, Joannicjusza i Flawiana (Gorodieckiego). W kwietniu 1911 roku Szepielew został wezwany do Czernihowa dla spełnienia ostatniej posługi przy umierającym arcybiskupie Antonim. Aleksy udzielił także ostatniego namaszczenia władyce Flawianowi dwa dni przed jego śmiercią w 1915 roku.
W 1905 roku Aleksy został wyróżniony orderem św. Anny III stopnia. W 1913 roku metropolita Flawian odznaczył Szepielewa pastorałem (prawo do posiadaniu pastorału miał ihumen i wyżej postawieni w hierarchii cerkiewnej, Aleksy był hieromnichem).
W Pustelni Gołosiejewskiej Aleksy mieszkał w skromnej trzypokojowej celi. Na ścianach wisiało kilka ikon, biurko z Pismem Świętym, regał na książki, stół dla przyjmowania posiłków, łóżko, miedziana miednica i kilka szafek. Dla honorowych gości stała przeznaczona wersalka. Aleksy nie miał pomocnika. Starzec samodzielnie palił w piecu, nastawiał samowar i utrzymywał w celi porządek. Pod koniec życia wyznaczono mu do usługiwania mnicha Azarija, następnie chłopca z pobliskiej wsi. Jedzenie Szepielewa było skąpe, przed śmiercią posilał się jedynie chlebem z barszczem i herbatą bez cukru.
Aleksy wielokrotnie pielgrzymował do Pustelni Nikołajewskiej w guberni czernihowskiej, kilka razy do roku odwiedzał Ławrę Pieczerską, darzył szacunkiem ikonę św. Nikołaja na Biesarabce (kryty targ w Kijowie). Pod koniec życia Aleksemu zaproponowano powrót do Ławry w charakterze opiekuna Dalszych Pieczar, jednak starzec odmówił.

## Śmierć i kanonizacja
Rok przed śmiercią Aleksy podupadł na zdrowiu. Z powodu kłopotów sercowych miał spuchnięte nogi. Przełożeni starca zwolnili go z obowiązku odprawiania codziennej liturgii. Nie zważając na swoją chorobę, dalej przyjmował pielgrzymów, którzy odwiedzali monaster i wstępowali do niego po radę lub błogosławieństwo. W maju 1916 roku Aleksy odwiedził Monaster Trójcy Świętej i św. Jonasza, gdzie przyjął ostatnie namaszczenie i wyspowiadał się u hieromnicha Serapiona. 4 marca 1917 roku Aleksego ostatni raz odwiedził jego spowiednik, Ireneusz, hieromnich Pustelni Kitajewskiej. 10 marca Szepielew rozdał swoje rzeczy osobiste braciom. 11 marca 1917 roku, w sobotę rano, Aleksy przygotował cerkiew do odprawiania niedzielnej liturgii, w której miał zamiar wziąć udział. Wieczorem tego samego dnia przyszedł do świątyni z zamiarem uczestnictwa w całonocnym czuwaniu, jednak poczuł się źle i został przeniesiony do swojej celi, gdzie zmarł za kwadrans dziewiąta.
Ciało Aleksego, zgodnie ze zwyczajem zostało przyodziane w mnisze szaty. Rano 12 marca 1917 roku w celi odprawiono nad nim pierwszą panichidę, następnie przeniesiono ciało do cerkwi. Pogrzeb miał miejsce 13 marca 1917 roku. Do Pustelni Gołosiejewskiej przybyli liczni wierni i duchowieństwo kijowskie. Liturgii pogrzebowej przewodniczył przełożony Pustelni Przemienienia Pańskiego, archimandryta Antym. Na grób dla Aleksego przeznaczono miejsce położone od wschodniej strony Pustelni Gołosiejewskiej, nazwane na cześć ikony Matki Bożej „Życiodajne Źródło”. 11 września 1917 roku na grobie Aleksego ustanowiono marmurowy krzyż, na której umieszczono inskrypcję: Tu pochowane jest spracowane ciało Hieromnicha Aleksego (Szepielewa), starca-duchownego Ławry Kijowsko-Pieczerskiej. Ur. 14 kwietnia 1840 r. – zmarł 11 marca 1917 r. Na odwrotnej stronie krzyża wyryto: Błogosławieni ubodzy duchem, albowiem do nich należy Królestwo Niebieskie (Mt. 5:3). Po wersecie z Ewangelii umieszczono słowa, które Aleksy często powtarzał za życia: Czym jestem? – ubogim mnichem. Na dolnej części pomnika z przodu zostały wyryte słowa: Dla niezapomnianego ojca kochające go duchowe dzieci.
W 1925 roku arcybiskup Antoni (Abaszydze) wystąpił do władz radzieckich z prośbą o pozwolenie przeniesienia szczątków Aleksego. Uzyskał zgodę pod warunkiem, że nie nastąpią z tego powodu zamieszki. W dzień, gdy miała zostać przeniesiona trumna, do grobu Szepielewa przybyli, poza wiernymi, uzbrojeni żołnierze. Na miejsce nowego pochówku przeznaczono grób położony 20 m dalej od murów cerkwi. Obecnie teren, gdzie został pochowany Aleksy, należy do Akademii Gospodarki Wiejskiej.
Oddawanie przez prawosławnych czci Aleksemu rozpoczęło się od razu po jego śmierci. Pustelnia Gołosiejewska została zniszczona w okresie sowieckim, jednak grób mnicha pozostał nienaruszony. Po upadku komunizmu nastąpiło odrodzenie prawosławia na Ukrainie. W 1993 roku została odbudowana Pustelnia Gołosiejewska. Szczątki Aleksego przeniesiono do cerkwi przy monasterze. 15 (28) lipca 1993 roku, w uroczystość św. Wielkiego Księcia Włodzimierza Równego Apostołom, po nocnym czuwaniu w cerkwi Trójcy Świętej Ławry Pieczerskiej Aleksy został ogłoszony świętym. Jego pamięć obchodzona jest przez Ukraińską Cerkiew Prawosławną 11 (24) marca oraz 21 września (4 października).
Fragment relikwii Aleksego znajduje się w Świątyni Opieki Najświętszej Bogurodzicy (Храм Покрова Пресвятой Богородицы) we wsi Słoboda Oziericka (rejon smolewicki).

## Proroctwa Aleksego

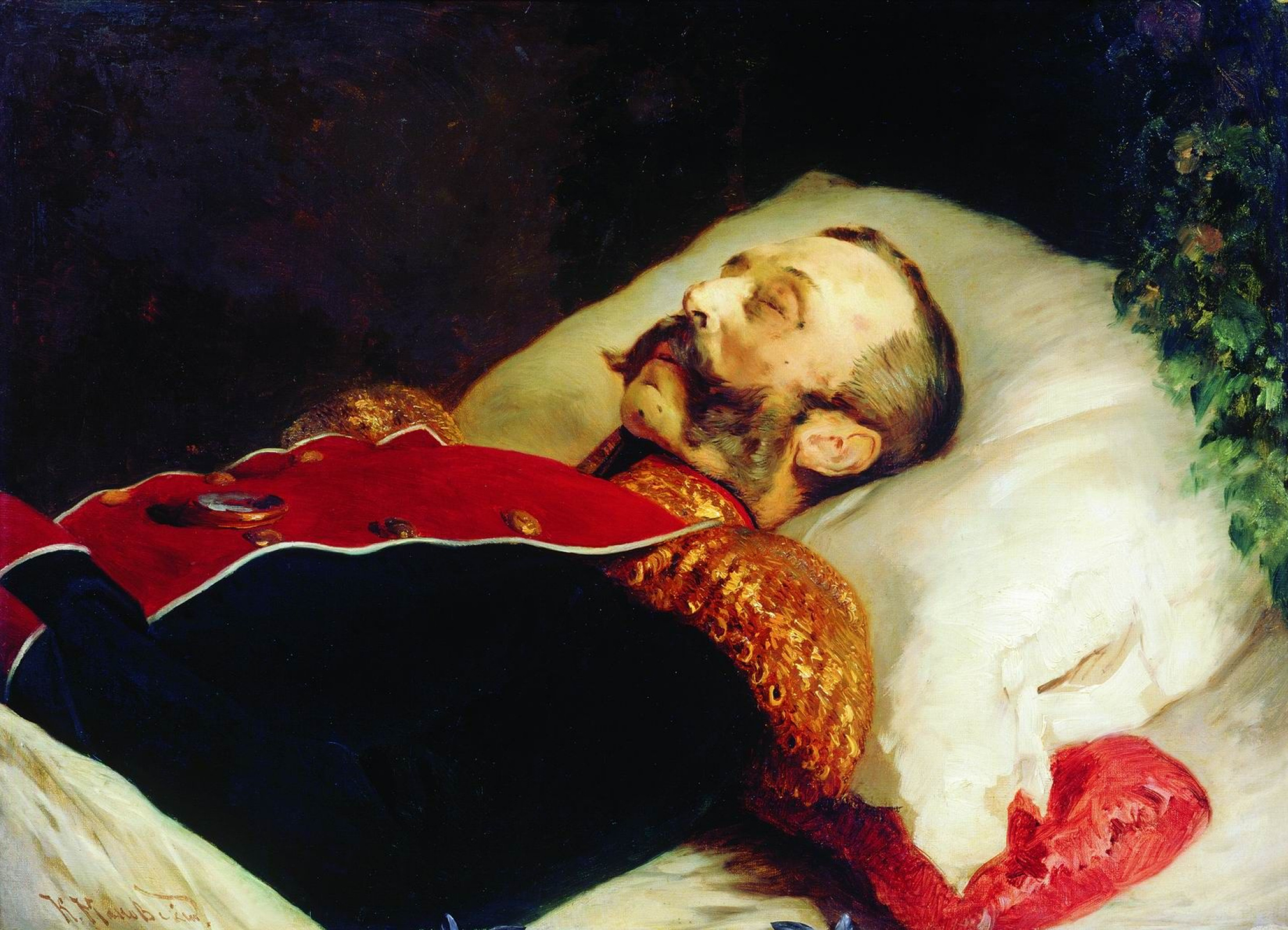
Konstantin Makowski Portret Aleksandra II na łożu śmierci (1881), Galeria Trietiakowska

Cerkiew prawosławna przypisuje Aleksemu dar prorokowania. Jako przykłady przytacza wydarzenia z życia pielgrzymów, odwiedzających Pustelnię Gołosiejewską, oraz z praktyki duszpasterskiej świętego. 1 marca 1881 roku po dokonaniu proskomidii (podniesienie) Aleksy zauważył, że wyjęta z prosfory dla cara Aleksandra II cząsteczka przed przykryciem diskosu (patena) z Barankiem (cząsteczka o kształcie sześcianu, wyjmowana z prosfory) ma kolor jasnobrązowy, a nie biały jak pozostałe. Powstało podejrzenie, że cząsteczka została oblana winem. Aleksy uznał, że Bóg zesłał znak, ostrzegający o niebezpieczeństwie w życiu Aleksandra II. Car zginął na skutek zamachu. W 1888 roku Aleksy przepowiedział odwiedzającym Pustelnię Gołosiejewską rodzicom dwuletniej wówczas Wassy Kowalewej, że ich córka zostanie świętą mniszką i będzie prześladowana za swoją wiarę. Gdy dziewczynka dorosła, wstąpiła do monasteru i przyjęła imię Faina.
W 1896 roku miało miejsce otwarcie relikwiarza ze szczątkami św. Teodozjusza Czernihowskiego. Zmiany szaty na zachowanym ciele świętego miał dokonać Aleksy. Zdrzemnął się jednak, we śnie zobaczył Teodozjusza, który prosił o wspomnienie jego rodziców podczas liturgii. Na pytanie Aleksego, dlaczego, będąc zbawionym, sam nie wstawi się o zbawienie dusz rodziców, święty odpowiedział, że silniejsza jest modlitwa liturgiczna. Cerkiew prawosławna przytacza ten przykład, aby podnieść znaczenie modlitw za zmarłych. Podczas objawienia św. Teodozjusz nazwał imiona swoich rodziców (Nikita i Maria), które nie były znane Cerkwi prawosławnej, nie zachowały się również w tradycji ludowej. O tym zdarzeniu Aleksy opowiedział metropolicie Joannicjuszowi, który zakazał mu ujawniania imion. Kilka lat później w najstarszym monasterze kijowskim, Wydubickim, odkryto Synodyk rodu Uglickich (księga z imionami zmarłych, za których odprawiano modlitwy). W księdze znajdowała się notatka Teodozjusza, wówczas ihumena monasteru, który wpisał do niej imiona swoich rodziców.
W 1907 roku odwiedzająca Pustelnię Gołosiejewską mniszka Eufalia została nazwana przez Aleksego ihumenią. Pięć lat później, gdy już jako skarbniczka odwiedziła starca, ponownie została zatytułowana przez niego ihumenią. Mnich nadmienił również, że jej ciotka niedługo umrze (zmarła w tymże roku). W 1914 roku Eufalia została ihumenią. W 1911 roku przed wyjazdem na urlop do monasteru na Starym Athosie (monaster na Bałkanach) nowicjusz Nikołaj wstąpił do Aleksego po błogosławieństwo. Starzec rzekł do niego, że niedługo ze Starego Athosu na skutek smuty mnisi będą przybywać do Pustelni Gołosiejewskiej. W 1912 roku słowa Aleksego potwierdziły się. Na Starym Athosie wybuchły spory dogmatyczne wokół Imienia Boga. Sytuacja w monasterze została wykorzystana przez władze świeckie, które szukały pretekstu do osłabienia wpływu Rosyjskiej Cerkwi Prawosławnej w Grecji. Wojsko greckie zajęło monaster. Mnisi rosyjscy zostali zmuszeni do powrotu do Rosji. W 1912 roku, gdy do Pustelni Gołosiejewskiej przybyło kilku młodych ludzi. Na jednego z nich Aleksy włożył swoje nakrycie głowy ze słowami, że więcej nie będzie pił wódki, ujawniając tym samym tajemnicę pielgrzyma przed jego towarzyszami. Nazwał go też po imieniu, Samuelem. W maju 1914 roku odwiedziła starca mniszka z bratem oficerem, który miał zamiar się żenić. Aleksy odwiódł go od tego, mówiąc, że za dwa miesiące wybuchnie wojna. Student Kijewskiego Seminarium Duchownego, Aleksandr Gotowcew, często odwiedzał Aleksego w Pustelni. Przed Wielkim Postem 1915 roku Gotowcew przyprowadził swojego przyjaciela, Michaiła Wierczenko, który miała zamiar wstąpić do monasteru. W rozmowie z Gotowcem Aleksy powiedział, że Wieczerko niedługo umrze (zmarł na gruźlicę latem 1915 roku w Jałcie). Gdy Gotowcew otrzymał wiadomość o śmierci przyjaciela, przybył do Aleksego z prośbą o modlitwę za jego duszę. Aleksy już wiedział o zdarzeniu, utrzymując, że miał proroczy sen. W 1916 roku Aleksego odwiedził żołnierz. Starzec powiedział mu, że zostanie ranny na wojnie (1914-1918), ale powróci do domu. Na przypuszczenie żołnierza, że wojna niedługo się skończy. Aleksy odpowiedział:

Co się stanie, co się stanie z Rosją! Boże mój, Boże mój! Co wojna, wojna? Krew zaleje Ruską ziemię. Świątynie zachwieją się, krzyże z nich pozdejmują, a szczątki świętych powrzucają do Dniepru!.. Ludzie zamienią się w zwierzęta! Wielu zdrajców otoczy Cara... Dużo przeleje się krwi chrześcijańskiej.

Na pożegnanie Aleksy dodał, że więcej się nie zobaczą. Żołnierz został ranny na wojnie. Gdy wrócił do domu, Aleksy już nie żył.
Cerkiew wymienia szereg proroctw Aleksego, nie umiejscawiając ich w czasie, często pomija też podanie danych osobowych. Przełożony Pustelni Nikolskiej w guberni czernihowskiej zgubił krzyż nad Dnieprem, bez którego nie mógłby odprawiać liturgii i przyjmować pielgrzymów. Tego samego dnia do monasteru przybył Aleksy, który odwiedzał Pustelnię co roku, i przywiózł ze sobą zgubiony przez duchownego krzyż. Wieśniaczka z guberni tambowskiej, Akilina Stiepanowa, zwróciła się do Aleksego po radę, czy oddać chorą córkę, Warwarę, do monasteru. Na pytanie, czy ma jeszcze dzieci, odpowiedziała, że ma drugą, młodszą, córkę, Paraskiewę, która szykuje się do zamążpójścia. Aleksy polecił Stiepanowej przygotować trumnę dla Paraskiewy i zapewnił, że Warwara dzięki modlitwom wyzdrowieje i zostanie wydana za mąż. Dwa tygodnie po tym młodsza córka Stiepanowej zmarła. Starsza córka zaś niedługo potem założyła własną rodzinę. Synowi kobiety, która przyjechała z Charkowa do Pustelni Gołosiejewskiej, Aleksy powiedział, że zostanie biskupem, jak Joazaf (Horłenko). Gdy kobieta chciała zapłacić za modlitwy 10 rubli, starzec zwrócił jej pieniądze, dokładając do nich 5 rubli. Przewidział w ten sposób, że bez tych pieniędzy daru nie będzie mogła opłacić mieszkania. Kilka kobiet z Rzyszczowa wystawiło Aleksego na próbę: miały poprosić go o pieniądze na bilet powrotny. Jednak Aleksy sam je zaproponował. Kobieta z Jenisejska wysłała do Aleksego 300 rubli jako dar za modlitwy. Sąsiadka ją skrytykowała słowami: Po co wysyłać pieniądze do monasteru. Mnisi luksusowo jedzą i je przepiją. Kobieta dostała te pieniądze z powrotem z listem, w którym Aleksy przytoczył cytat sąsiadki. Odwiedzająca Aleksego rodzina K. została zaproszona przez starca na herbatę, zaś matka rodziny dodatkowo dostała od niego słoik z konfiturą. Miała częstować się nią sama i nie dawać mężowi. Zachowanie Aleksego tłumaczyło się później tym, że kobieta była nieszczęśliwa w małżeństwie z powodu despotycznego małżonka. Po zdarzeniu ojciec rodziny zmienił nastawienie do żony i dzieci. Nowicjuszka, która przybyła do Aleksego z kijowskiego monasteru św. Flora została przezeń pocieszona i zapewniona, że niedługo skończą się jej problemy, dostanie w klasztorze własną celę i nie będzie cierpieć.

## Pouczania Aleksego
Mnichów, którzy przychodzili do Aleksego dla rozmów duchowych, starzec pouczał, aby byli przygotowani na śmierć, unikali próżności, słuchali przełożonych i starszych, szanowali życie w celi, dbali o czystość duszy, modlili się nieustannie i czytali żywoty świętych (Четьи-минеи, księgi o świętych w porządku dziennym i miesięcznym). Osobom świeckim Szepielew radził, aby myśleli o Chrystusie, poskramiali własne ja i złość, odnosili się do siebie surowo, do innych pobłażliwie, dawali jałmużnę, czynili dobro, wychowywali w sobie pokorę, nauczyli się cierpienia, po którym czekać ich będzie radość. Aleksemu przypisuje się także następujące powiedzenia:

Kim jestem? – ubogim mnichem.
Gdybym żył w luksusie, nie widziałbym tylu łask Bożych.
Zbliżenie człowieka do Boga to zbliżenie się go do jego szczęścia; oddalenie się człowieka od Boga to oddalenie się go od jego szczęścia.
Miłosierdzie Boże w stosunku do miłosierdzia ludzkiego jest takie samo, jak morze w stosunku do kropli wody. Kto nie poszukuje władzy, ten nie lęka się jej utraty.
Pieniądze to robaki.

## Naśladowcy Aleksego
Pod wpływem nauk Aleksego Aleksander Gotowcew, student Kijowskiej Akademii Duchownej, wstąpił do monasteru i przyjął imię Aleksy. Został biskupem i poniósł śmierć męczeńską w latach trzydziestych w okresie prześladowań Cerkwi przez władze sowieckie. Aleksy Gołubiew został mnichem pod imieniem Hermogen. Był przełożonym Ławry Pieczerskiej w latach dwudziestych, gdy monasterowi groziło zamknięcie. Przed śmiercią został metropolitą.
O modlitwę prosił Aleksego władyka Włodzimierz (Bogojawleński), który poniósł śmierć męczeńską w styczniu 1918 roku. Ciało władyki odnalazł duchowy syn Aleksego, archimandryta Antym (Jeleniecki), wówczas skarbnik Ławry Pieczerskiej. Sam Antym był później więziony przez władze radzieckie. Do Pustelni Gołosiejewskiej w celu rozmów duchowych ze starcem przyjeżdżali władycy Antoni (Abaszydze) i Pimen (Biełolikow). Biskup Wiaczesław (Szkurko), męczennik za wiarę (1937), zdaniem badaczy biografii Szepielewa, jako pierwszy spisał żywot Aleksego. Stworzył swoje dzieło, będąc jeszcze hieromnichem.